# Милаццо, Гаспар
Гаспар «Миротворец» Милаццо (англ. Gaspar "The Peacemaker" Milazzo; 25 апреля 1887, Кастелламмаре-дель-Гольфо, Трапани, Сицилия, Италия — 31 мая 1930, Детройт, Мичиган, США) — италоамериканский гангстер, босс семьи Детройта. Ранее был членом бруклинской банды, которая позже стала известна как семья Бонанно. Двоюродный брат Стефано Магаддино, босса семьи Буффало.

## Биография

### Ранние годы
Родился в 1887 году в семье Винченцо Милаццо и Камиллы Пиццо в сицилийском городке Кастелламмаре-дель-Гольфо, печально известном как один из двух основных центров мафии на Сицилии. Именно здесь родились многие известные итало-американские гангстеры, в том числе Сальваторе Маранцано, Стефано Магаддино и Джо Бонанно. В 1911 году Милаццо иммигрировал в США и поселился в Бруклине (штат Нью-Йорк). По прибытии Милаццо быстро зарекомендовал себя в сицилийской общине Бруклина и итальянском преступном мире. Джо Бонанно, босс нью-йоркской мафии, писал в своей автобиографии 1983 года «Человек чести», что «Гаспар Милаццо и его двоюродный брат Стефано Магаддино были важными людьми в бруклинском „Кастелламмарском клане“». В криминальном досье указаны псевдонимы Милаццо, Гаспар Шиблия (Gaspar Sciblia) и Гаспар Ломбардо (Gaspar Lombardo), причём Шиблия — девичья фамилия его жены.
В Бруклине Милаццо и Магаддино столкнулись с противодействием клана Буччеллато, тоже выходцев из Кастелламмаре-дель-Гольфо, с которыми оба враждовали ещё на Сицилии. Продолжающееся насилие между двумя кланами вынудило Милаццо и Магаддино бежать из Нью-Йорка в 1921 году после того, как их объявили в розыск в связи с убийством одного из членов клана Буччеллато. Магаддино бежал в Буффало (Нью-Йорк), а Милаццо — в Детройт. Переселение Милаццо и Магаддино и их участие в создание могущественных мафиозных семей Восточного побережья сыграли важную роль в последующем объединении американской мафии.

### Карьера в Детройте
Существуют противоречивые сведения о том, когда именно Милаццо прибыл в Детройт. Возможно вначале он посетил несколько других городов, где действовал Кастелламмарский клан, таких как Филадельфия, Питтсбург и даже Калифорния, где Гаспар мог изучать криминальные и деловые возможности, но не позднее 1923 года он обосновался в Детройте. Здесь Милаццо зарекомендовал себя как влиятельный человек, став признанным советником и посредником в спорах, поскольку многие местные мафиози искали его совета и посредничества. Детройт, в котором проживало большое количество сицилийских иммигрантов, задолго до «сухого закона» был одним из центров бутлегерства на Восточном побережье. На момент прибытия Милаццо еврейская «Пурпурная банда» контролировала большую часть нелегальной торговли спиртными напитками в этом районе.
Особенно Милаццо сблизился с Сальваторе «Поющим Сэмом» Каталанотте, боссом детройтской мафии, вскоре став его помощником и доверенным лицом. Также Милаццо был близким соратником Истсайдской банды во главе с Анджело Мели, Уильямом «Черным Биллом» Токко и Джозефом «Джо Уно» Зерилли. У него также были тесные рабочие отношения с другими ведущими группировками Детройтской мафии, включая Банду Даунривер, возглавляемую братьями Томасом «Йонни» и Питером Ликаволи, а также братьями Джозефом «Джо Мизери» и Лео «Губы» Мочери.
Каталанотте и Милаццо смогли установить мир внутри мафии, который продлился на протяжении всего правления «Поющего Сэма» в качестве босса мафии и закончился с его смертью. Вдвоём они объединили банды Детройта, создав синдикат получивший известность как «Объединение Паскуцци» (Pascuzzi Combine). Вошедшие в синдикат преступные группы и их лидеры получали свою собственную территорию для работы, одновременно работая вместе для общего расширения власти и влияния детройтской мафии. «Объединение Паскуцци» представляло из себя единую и сплочённую преступную организацию, которая контролировала контрабанду спиртных напитков, бутлегерство, азартные игры, проституцию, наркоторговлю и другие виды криминальной деятельности в городе и его окрестностях став предшественником Детройтского партнёрства в эру Зерилли-Токко.
После смерти Каталанотта от последствий пневмонии в феврале 1930 года Милаццо продолжал оставаться высокопоставленным членом семьи Детройта, сменив «Поющего Сэма» на посту президента Детройтского отделения Сицилийского союза, хотя фактическая степень его власти обсуждается. Некоторые авторы утверждают, что Милаццо был преемником Сэма Каталанотте на посту главы местной мафии, но в таком случае его правление было очень коротким. 

### Смерть
Итальянский преступный мир в Детройте пережил кровавую борьбу за власть в середине-конце 1910-х годов. В начале 1930-х годов со смертью Сэма Каталанотта детройтская мафия снова переживала беспорядки, соперничество и конфликты. Перемирие и союз, которые Каталанотте и Милаццо смогли установить и поддерживали в течение нескольких лет, теперь рушились, и один из самых нестабильных конфликтов, в котором уже наблюдалось некоторое насилие, произошёл между бандами Ист-Сайда и Вест-Сайда.
Один из самых влиятельных гангстеров Мичигана Чезаре «Честер» Уильям Ламаре, глава Вестсайдской банды, которую иногда называли Бандой Каталанотте, был в своё время главным лейтенантом Сэма Джанолы, экс-босса детройтской мафии, а затем стал близким соратником Милаццо, разбогател на борделях, игорных домах и бутлегерстве. Заручившись поддержкой «босса боссов» нью-йоркской мафии Джузеппе Массерия, который искал союзников по всей стране для борьбы с Сальваторе Маранцано, чьим давним партнёром был Милаццо, Ламаре решил возглавить мафию Детройта. Он начал строить планы по устранению лидеров Истсайдской банды. Банда Ламаре состояла в основном из членов старой банды Сэма Каталанотте, а также банд Джозефа Токко, брата «Чёрного Билла» Токко, и Бенни «Пекаря» Витальяно. Своими агрессивными действиями против истсайдцев Ламаре спровоцировал соперничество между бандами Истсайда и Вестсайда, почти доведя дело до открытой войны. Ламаре использовал возможную войну как предлог для организации покушения, замаскированного под мирную встречу. Он хотел заманить боссов Истсайдской банды на переговоры, где по его плану трое боевиков должны были их перестрелять.
Рыбный рынок на Вернор-Хайвей, где должны были встретиться боссы истсайдцев и вестсайдцев, был хорошо известным в Детройте местом встреч гангстеров и не должен был вызвать подозрений. Мели, не доверяя Ламаре, попросил Милаццо приехать вместо него, рассчитывая, что присутствие Гаспара, очень уважаемого в детройтской мафии и известного своими посредническими навыками, облегчит переговоры, а его отношения с Ламаре гарантируют ему безопасность. Мели ошибся. 31 мая 1930 года Гаспар «Миротворец» Милаццо и его водитель и телохранитель Росарио «Сэм» Паррино были застрелены из дробовиков вскоре после прибытия на рыбный рынок. Милаццо, получив ранение в голову скончался на месте. Ему было 43 года и у него остались жена Розария и четверо детей. Паррино несмотря на тяжёлые раны прожил ещё некоторое время, но отказался сообщить имена убийц.

## Последствия
Убийство Гаспара Милаццо вызвала возмущение в итальянском преступном мир как в Детройте, так и за его пределами. Люди, которые были тесно связаны с ним, такие как Мели, Токко и Зерилли, призывали к мести и были полны решимости устранить Ламаре и его сообщников за нападение на человека, который был другом всех, кто его знал, даже самого Ламаре. Тем временем «Босс Джо» Массерия утвердил Честера Ламаре как главного лидера мафии Детройта. Убийства на рыбном рынке переросли в полноценную войну Истсайдской и Вестсайдской банд, которая позже станет известна как Война мафии Кросстауна (Crosstown Mafia War).
6 февраля 1931 года Ламаре вернулся домой и сел обедать со своими телохранителями Джо Амико и Элмером Маклином. Пока Ламаре разговаривал с Амико, Маклин зашёл со спины и дважды выстрелил своему боссу в голову. Его смерть положила конец войне банд Истсайда и Вестсайда, которая длилась примерно год, унеся жизни более 14 членов мафии. Позже Амико и Маклин предстали перед судом, но были оправданы. Также по подозрению в причастности к убийству были арестованы Джозеф Зерилл и Уильям Токко, но были отпущены без возбуждения уголовного дела.
Некоторые историки организованной преступности и исследователи криминала предполагают, что убийство Милаццо положило начало кровавой Кастелламмарской войне в Нью-Йорке между Джо «Боссом» Массерия и соратником Милаццо Сальваторе Маранцано. Другие оспаривают это, считая, что война началась за три месяца до убийства Милаццо с того что в Нью-Йорке по приказу Массерии был убит близкий соратник и союзник Маранцано Гаэтано «Томми» Рейна. Как бы то ни было, Милаццо и Паррино были первыми жертвами кастелламмарцев в общенациональной войне мафии, которая с 1930 по 1931 год, и именно это событие укрепило решимость кастелламмарцев и побудило их пойти воевать против «Джо Босса».

## В популярной культуре
Ральф Сантостефано сыграл Милаццо в гангстерском телефильме Мишель Полетт «Новый дон 2» ([1999).

### Комментарии
1. ↑  В некоторых источниках Гаспер Милаццо (Gasper Milazzo)[1].
2. ↑  Даунривер (Downriver) — неофициальное название группы из 18 городов и посёлков в округе Уэйн (штат Мичиган), к югу от Детройта, вдоль западного берега реки Детройт.